# De Wildeman ('s-Hertogenbosch)

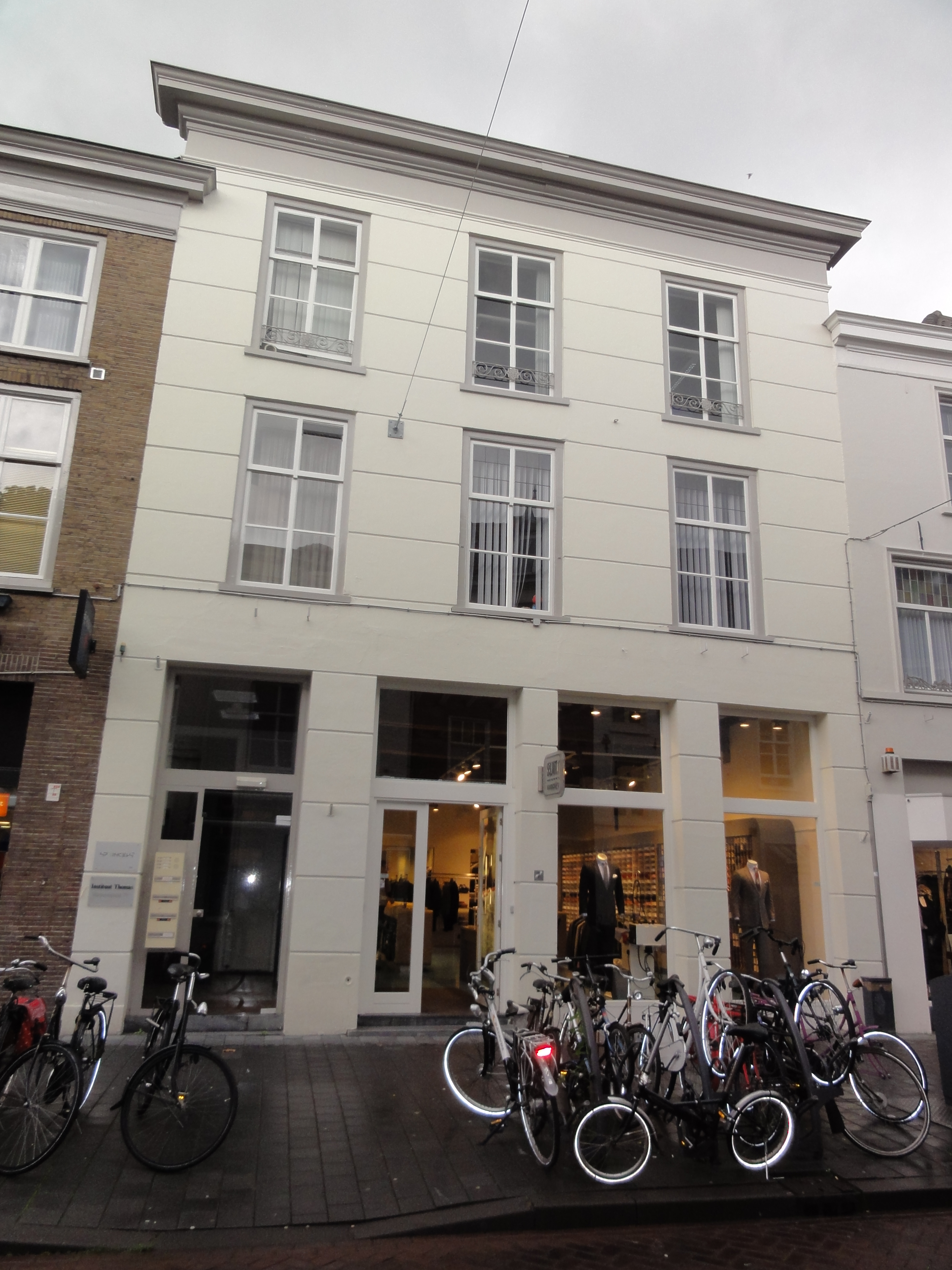
Gevel

De Wildeman is de naam van het pand aan de Verwersstraat 7 in de Binnenstad van 's-Hertogenbosch. Het pand is kort na 1463 gebouwd, nadat het werd verwoest tijdens de stadsbrand van 1463. Het pand werd gebruikt voor het verven van lakens, iets wat in de Verwersstraat een gewoon goed was. Bij de bouw van het pand, kreeg het de naam Onze Lieve Vrouw in de Zon.
Op het achtererf van het pand heeft na de Capitulatie van 's-Hertogenbosch in 1629 een schuilkerk gestaan. Deze schuilkerk heeft er tot in de 18e eeuw gestaan. Het pand is een rijksmonument. Het monumentnummer is 21885. Een gedeelte van het pand is nu in gebruik als kantoor.